# Karl Kircher
Karl Kircher (* 23. Juni 1874 in Ulm; † 18. August 1939 in Ludwigsburg) war ein württembergischer Oberamtmann und Landrat.

## Leben
Als Sohn eines Militärbausekretärs geboren, studierte Kircher nach dem Besuch des Ulmer Gymnasiums Rechtswissenschaften in Tübingen. Während seines Studiums wurde er 1892 Mitglied der Landsmannschaft Ulmia Tübingen und 1893 der Tübinger Königsgesellschaft Roigel. Nach seinen Examen 1896 und 1897 trat er 1898 in die württembergische Innenverwaltung ein und wurde 1904 Amtmann am Oberamt Vaihingen. 1911 wurde er Amtmann am Amtsoberamt Stuttgart. In der Zeit des Ersten Weltkriegs wurde er als Kollegialhilfsarbeiter bei der Regierung des Neckarkreises in Ludwigsburg verwendet. 1916 erhielt er den Titel Oberregierungsassessor und wurde 1917 Amtsverweser in Tettnang, 1918/19 im Oberamt Besigheim. 1918 wurde er planmäßiger Assessor mit dem Titel Oberamtmann bei der Regierung des Jagstkreises in Ellwangen, zuständig am Oberamt Besigheim. 1919 wurde er Amtsverweser in Kirchheim, dann in Backnang gefolgt von Leonberg. Am Oberamt Leonberg wurde er 1920 Oberamtmann und Oberamtsvorstand, 1928 Landrat in Geislingen. Zum 1. Mai 1933 trat er in die NSDAP ein (Mitgliedsnummer 3.242.941). Nachdem er 1937 krankgeschrieben war, wurde er 1938 Amtsverweser in Marbach.